# Bagthorpe (Norfolk)
Bagthorpe – wieś w Anglii, w hrabstwie Norfolk. Leży 51 km na północny zachód od miasta Norwich i 159 km na północ od Londynu.